# Educacionista

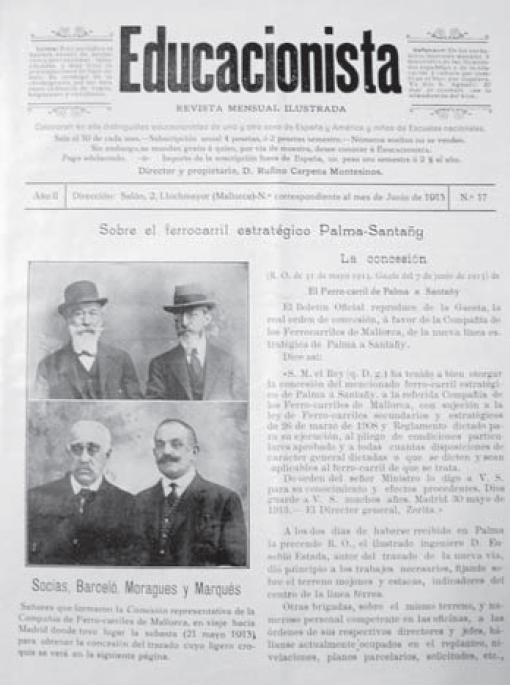
Portada del darrer número del Educacionista (juny 1913)

Educacionista fou una publicació quinzenal editada a Llucmajor, Mallorca, entre 1912 i 1913 pel mestre nacional Rufino Carpena Montesinos (1860-?), que fou director de l'escola pública entre 1909 i 1916. Era elaborada pels alumnes de l'escola i tenia un objectiu pedagògic en el marc de l'ensenyament actiu enfront del memorístic. Contenia bàsicament narracions curtes, treballs escolars i notícies del municipi de Llucmajor. Estava redactada en castellà i il·lustrada amb nombroses fotografies i gràfics. Es finançava per mitjà de donatius particulars i no contenia publicitat.
El Educacionista representa la primera aplicació pràctica a l'Estat espanyol del mètode que creà posteriorment el pedagog francès Célestin Freinet, involucrat en el moviment de l'Escola Nova. La idea d'aquesta revista sembla que l'agafà de les experiències que Carpena coneixia de l'Argentina, on el periodisme escolar havia pres força durant els anys que hi residí (1903-1909). Un dels números més interessants és el del 10 de novembre de 1912 on hi ha fins a 75 col·laboracions de nins, d'edats que van dels 5 als 15 anys. El darrer número que es conserva, el 17, correspon al mes de juny de 1913, hi figura a la capçalera que era una revista mensual ilustrada, i es diu que hi col·laboren distinguidos educacionistas de uno y otro sexo de España y América y niños de Escuelas nacionales. Sembla que tenia una difusió considerable, ja que tenia representants a Amèrica (Argentina, Cuba, Xile, Mèxic i Puerto Rico), a la península (Barcelona, Girona, València, Salamanca, Madrid i Alcanyís) i a diferents localitats de Mallorca (Palma, Muro, Inca, Sóller i Manacor). Entre aquests representants destaquen Josep Dalmau Carles i Joan Benejam Vives.
La impremta on es donava a tirar la revista era la casa Amengual i Muntaner, de Palma. Carpena deixà d'editar la revista per motius econòmics, ja que només en mig any havia perdut 1500 pessetes.